# Ставрово (Владимирска област)
Ставрово (на руски: Ставрово) е селище от градски тип (от 1958 г.) в Собински район, Владимирска област, Русия. Населението му през 2017 година е 7458 души.

## География

### Разположение
Ставрово е разположено в западната част на Владимирска област, на брега на река Колокша.

### Климат
Климатът в Ставрово е умереноконтинентален (Dfb по Кьопен) с горещо и сравнително влажно лято и дълга студена зима.

## История
Ставрово е основано на 1515 г. Предишното име на селището е било Крестово.